# Nyctixalus
Nyctixalus là một chi động vật lưỡng cư trong họ Rhacophoridae, thuộc bộ Anura.

## Các loài
- Nyctixalus margaritifer Boulenger, 1882
- Nyctixalus pictus (Peters, 1871)
- Nyctixalus spinosus (Taylor, 1920)